# Liste der Biografien/Vap
Liste der Biografien |
Portal Biografien |
Personensuche
# |
A |
B |
C |
D |
E |
F |
G |
H |
I |
J |
K |
L |
M |
N |
O |
P |
Q |
R |
S |
T |
U |
V |
W |
X |
Y |
Z |
?
 
Va |
Ve |
Vh |
Vi |
Vj |
Vl |
Vn |
Vo |
Vr |
Vs |
Vt |
Vu |
Vy
 
Vaa |
Vab |
Vac |
Vad |
Vae |
Vaf |
Vag |
Vah |
Vai |
Vaj |
Vak |
Val |
Vam |
Van |
Vap |
Vaq |
Var |
Vas |
Vat |
Vau |
Vav |
Vaw |
Vax |
Vay |
Vaz
Die Liste der Biografien führt alle Personen auf, die in der deutschsprachigen Wikipedia einen Artikel haben. Dieses ist eine Teilliste mit 6 Einträgen von Personen, deren Namen mit den Buchstaben „Vap“ beginnt.

## Vap

### Vapa
- Vapaavuori, Pekka (* 1962), finnischer Architekt
- Vapaux, Valentina (* 2001), Autorin, Journalistin, Content Creatorin und Podcasterin

### Vape
- Vapereau, Gustave (1819–1906), französischer Lexikograf und Publizist

### Vapn
- Vapne, Lūkass (* 2003), lettischer Fußballspieler

### Vapp
- Vappie, Don (* 1956), US-amerikanischer Jazzmusiker

### Vaps
- Vapšys, Algirdas (1933–2021), litauischer Bauingenieur